# Antirion
Antírrio (grec moderne : Αντίρριο), également connu sous le nom d'Antírrion, Antírhion, Antírion ou Antírrhion (ancienne graphie, du grec ancien : Ἀντίῤῥιον, en latin : Antirrhium), est une ville de Grèce, sur le golfe de Corinthe, à proximité de Naupacte.
Selon le recensement de 2021, elle compte 1 044 habitants.
Le pont Rion-Antirion relie le Péloponnèse à la Grèce-Occidentale entre les deux villes de Rio et Antírion.

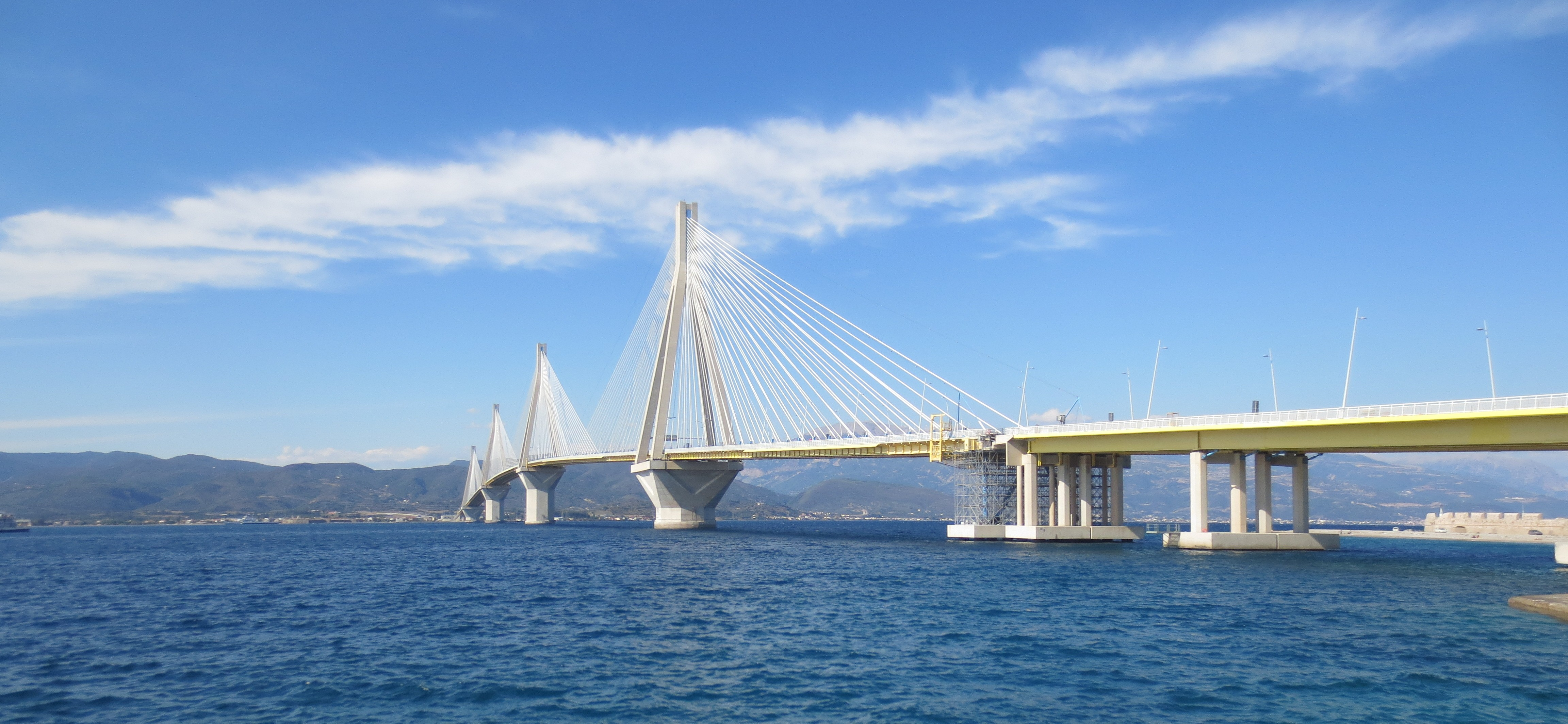
Le pont.